# Philippe Marsset
Philippe André Yves Marsset (ur. 30 września 1957 w Lyonie) – francuski duchowny katolicki, biskup pomocniczy Paryża od 2019.

## Życiorys

### Prezbiterat
Święcenia kapłańskie otrzymał 25 czerwca 1988 i został inkardynowany do archidiecezji paryskiej. Pracował głównie jako duszpasterz parafialny, był także m.in. duszpasterzem lokalnych wspólnot młodzieżowych, krajowym duszpasterzem ruchu CLER Amour et Famille oraz wikariuszem generalnym archidiecezji.

### Episkopat
18 maja 2019 papież Franciszek mianował go biskupem pomocniczym archidiecezji paryskiej, ze stolicą tytularną Thibica. Sakrę biskupią otrzymał 6 września 2019. Udzielił mu jej arcybiskup Paryża Michel Aupetit, współkonsekratorami byli arcybiskup Reims Éric de Moulins-Beaufort oraz biskup pomocniczy Lille Antoine Hérouard.